# Roman Kalinowski (sportowiec)
Roman Kalinowski (ur. 1 lutego 1940 w Katowicach) – sportowiec, trener piłki ręcznej.

## Życiorys
Ukończył Technikum Wychowania Fizycznego w Katowicach (1960).
Piłkarz ręczny, zawodnik m.in. "Start" Katowice, "Rapid" Wełnowiec (Katowice), "Polonia" Jelenia Góra. Reprezentant Polski juniorów w piłce ręcznej. Trener piłki ręcznej w sekcji Młodzieżowego Klubu Sportowego "Zryw" Chorzów. Jako trener prowadził zespoły: "Rapid" Wełnowiec (Katowice), GKS Katowice, MDK Katowice, "Ekonomik" Katowice, Ruch Chorzów, kadrę śląską juniorek piłki ręcznej, które osiągnęły pod jego kierownictwem wicemistrzostwo Polski.

## Kariera sportowa
- Start Katowice – piłkarz ręczny
- Rapid Wełnowiec – piłkarz ręczny
- Polonia Jelenia Góra – piłkarz ręczny
- Reprezentant Polski juniorów w piłce ręcznej
- Wicemistrz Polski juniorek w piłce ręcznej dziewcząt (Piotrków Trybunalski) – trener
- Wicemistrz Polski juniorek w piłce ręcznej dziewcząt (Kielce) – trener

## Odznaczenia
- Srebrna Odznaka „Zasłużony Działacz Kultury Fizycznej”
- Nagroda Prezydenta Miasta Chorzowa w dziedzinie sportu